# Małe Wycinki
Małe Wycinki – część wsi Wycinki w Polsce, położona w województwie pomorskim, w powiecie starogardzkim, w gminie Osiek.
Miejscowość leży na obszarze Borów Tucholskich i przy drodze wojewódzkiej nr .
W latach 1975–1998 miejscowość administracyjnie należała do województwa gdańskiego.
Inne miejscowości o nazwie Wycinki: Wycinki